# Coenosia aliena
Coenosia aliena este o specie de muște din genul Coenosia, familia Muscidae, descrisă de Malloch în anul 1921. Conform Catalogue of Life specia Coenosia aliena nu are subspecii cunoscute.